# CIVO United FC
El CIVO United Football Club es un equipo de fútbol de Malaui que milita en la Segunda División de Malaui, la liga de fútbol de acesso del país.

## Historia
Fue fundado en la capital Lilongüe y su principal logro hasta el momento ha sido ganar la Primera División de Malaui en la temporada 1987, además de cuatro títilos de copa local.
A nivel internacional han participado en un torneo continental, en la Liga de Campeones de la CAF 2006, en la cual abandonaron el torneo en la ronda preliminar cuando iban a enfrentarse al Polisi Dodoma de Tanzania.

## Palmarés
- Super Liga de Malaui: 1

1987
- Copa de Malaui: 1

2015
- Copa Chibuku: 2

1981, 1982
- Copa de la Prensa: 1

1983
- Copa Presidente de Malaui: 1

2010

## Participación en competiciones de la CAF
- Liga de Campeones de la CAF: 1 aparición

2006 - abandonó en la Ronda Preliminar

## Rivalidades
La principal rivalidad del CIVO United es con el Silver Strikers, ambos equipos de la capital Lilongüe, aunque es un rivalidad que ha estado a la sombra de Bullets FC y MTL Wanderers, la mayor rivalidad en Malaui.

## Jugadores

### Jugadores conocidos
- Alick Lihuhu